# Новости (медиахолдинг)
Новости (укр. Новини) — украинский медиахолдинг, принадлежащий политику и предпринимателю Тарасу Козаку.

## История
Во втором полугодии 2018 года народный депутат от Оппозиционного блока Тарас Козак приобрёл телеканалы 112 Украина и NewsOne за 73 млн гривен ($2,6 млн.) и 42 млн гривен ($1,5 млн.). 14 июня 2019 года стало известно о покупке им у политика и предпринимателя Петра Дыминского медиахолдинга ZIK (одноимённый телеканал и информационное агентство) за менее чем 4 млн евро (медиарынок оценивал актив в 15-20 млн долл., сам Дыминский в 2017 году настаивал на цене в 53 млн долл.). Покупка NewsOne и 112 Украина прошла в Белоруссии. Источником финансовых средств для сделок стали дивиденды кипрской компании Turul Investments. Ни одна из сделок не получала одобрения Антимонопольного комитета Украины, запросы которого были проигнорированы участниками сделки, являвшимися иностранными резидентами.
В тот же день было объявлено о создании холдинга «Новости», куда вместе с ZIK вошли 112 Украина и NewsOne. Главой новой структуры в качестве генерального продюсера стал российский медиапродюсер Алексей Семенов, незадолго до этого получивший гражданство Украины и в качестве генерального продюсера работавший над запуском или перезапуском информационных каналов «112 Украина» (2013—2014), NewsOne (2015—2017) и Прямой (2017—2019).
Согласно опубликованному в феврале 2021 года расследованию Центра противодействия коррупции, с 2012 по 2015 год кипрская компания Козака Turul Investments была убыточной и получала финансовые средства в кредит от других офшорных компаний, многие кредиты не возвращались с помощью финансовых манипуляций. Только в 2017 году компания начала декларировать дивиденды, которые стали расти в геометрической прогрессии (36 301 320 грн в 2017, 128 188 274 грн в 2018 и 237 445 075 грн в 2019 году) и являться главным источником доходов Козака. Потом были ещё несколько финансовых операций с дочерними и партнёрскими компаниями, включая принадлежащую гражданской жене Тараса Козака Наталье Лавренюк Teteos Global Limited (добывает нефть в России).
На момент создания медиахолдинг являлся пятым по рейтингам на украинском телевидении, уступая Медиа Группе Украина, 1+1 Медиа, StarLightMedia и Inter Media Group.

## Санкции
2 февраля 2021 года президент Владимир Зеленский по итогам заседания СНБО и по рекомендации Верховной Рады и СБУ ввёл персональные санкции (поддержали 17 из 18 присутствовавших членов СНБО, санкции не поддержал спикер Дмитрий Разумков) в адрес Тараса Козака и его телеканалов из-за финансирования принадлежащих ему компаний Россией через экономические отношения с ОРДЛО (покупка угля). Президент Владимир Зеленский в посте в социальной сети Twitter назвал случившееся борьбой с информационной войне за правду и европейские ценности, его пресс-секретарь Юлия Мендель охарактеризовала телеканалы как финансировавшийся из РФ один из инструментов войны против Украины, глава СБУ Иван Баканов указал на разницу между свободой слова и открытой антиукраинской риторикой. Сами телеканалы в обращении на сайте 112 Украина назвали случившееся политической расправой и попросили президента заняться цифрами в платёжках на газ, вакцинированием от коронавируса и бесчинствами радикалов. Ночью со 2 на 3 февраля украинские провайдеры начали отключать телеканалы Козака, Министерство культуры обратилось в YouTube с просьбой закрыть тамошние каналы трёх телекомпаний. Санкции в отношении каналов Козака получили поддержку со стороны ЕС и США.

### Реакция
Согласно проведённому социологической группой «Рейтинг» опросу населения с 6 по 8 февраля 2021 года, 49 % украинцев поддержали введение санкций против трёх телеканалов, 41 % — не поддержали (с момента введения санкций уровень поддержки вырос с 42 до 49 %, уровень противодействия упал с 47 до 41 %); о решении знают 78 %, не знают — 21 % (среди знающих о санкциях соотношение сторонников и противников составляет 57 % и 37 %).
26 сентября 2021 года   Нестор Шуфрич стал владельцем 60% акции телеканала Первый независимый.
28  декабря 2021 года президент Владимир Зеленский по итогам заседания СНБО и по рекомендации Верховной Рады и СБУ ввёл персональные санкции в адрес телеканалов Первый независимый и UkrLive а также ТОВ Медиахолдинг Новини.

## Активы
Бывшие телеканалы:
- Первый независимый
- UkrLive
- 112 Украина
- NewsOne
- ZIK

## Показатели
Среди трёх телеканалов холдинга «112 Україна» являлся лидером среди информационных телеканалов Украины, по аудитории «18+» с весны 2019 года он входил в топ-10 всех телеканалов. После лишения цифровой лицензии Нацсоветом, телеканал уступил первое место Прямому. NewsOne занимал второе место, за которое периодически боролся с Прямым (аудитория «18+, Вся Украина»). Наибольшие показатели 112 Украина имел на востоке Украины, NewsOne — на юге, а ZIK — на западе и в центре.
ZIK среди информационных телеканалов занимал четвёртую позицию, до запуска Прямого являясь третьим. Ценнейшим активом телеканала являлась его общенациональная цифровая лицензия (которой не было у NewsOne и за которую «112 Украина» судилась с Нацсоветом по вопросам телевидения и радиовещания). Также СМИ активно конкурировало с популярными на Западной Украине телеканалами «Еспресо» и 24.
Из трёх каналов наивысшую заполненность рекламой имел ZIK, уступавший новым соратникам по холдингу по рейтингам. Так, за 24-ю неделю 2019 года (10-16 июня) его заполняемость составила 31 %, в то время как у «112 Україна» — 7 %, а у NewsOne — 3 %. Также ZIK продавал сопоставимый размер рекламного инвентаря. Данная разница между телеканалами сохранилась и после прихода Тараса Казака (43 неделя 2019 года, 21-27 октября).

## Оценки
Входящие в холдинг телеканалы имели неофициальное прозвище телеканалы Медведчука:
- этот политик являлся давним политическим и бизнес соратником Тараса Козака,
- после смены владельца телеканалы начинали активно пиарить персону Медведчука и его партию Оппозиционная платформа — За жизнь (ОПЗЖ).

Руководитель Центра мониторинга и аналитики "Детектор медиа Отар Довженко выделил телеканалы в особый вид украинской телевизионной журналистики, обладающий следующими свойствами:
- искусственно созданная информационная картина дня, в которой любой малозначительный элемент может быть преувеличен, а важнейшие события — проигнорированы;
- ретрансляция fake news;
- ретрансляция ненависти к политическим или мировоззренческих оппонентам владельца, а также к различные группам или образам врага (МВФ, ЛГБТ, Джордж Сорос);
- не нейтральная позиция ведущих: развешивание ярлыков, затыкание неугодных и выслушивание любых слов «своих» гостей;
- имитация баланса мнений;
- слабая работа интервьюеров;
- использование псевдоэкспертов, чей экспертный статус подтверждается только приглашениями на телеэфиры, а главным профессиональным качеством является умение озвучивать удобные заказчику месседжи;
- отсутствие журналистских стандартов;
- нарциссический, наглый, агрессивный стиль репортёров по отношению к оппонентам, и подобострастный — к политическим союзникам;
- гротеск и гигантомания: огромные студии для программ, пятичасовые эфиры, акцент на яркую картинку и операторскую работу.

Телеканалы критиковались за нарушение журналистских стандартов, обслуживание интересов властей РФ и ОПЗЖ, отрицание участия РФ в войне на востоке Украины и возложение всей вины за её возникновение исключительно на Украину. Три телеканала координировали свою деятельность, проводили совместные эфиры и при необходимости выступали в поддержку друг друга, также обращаясь за поддержкой к международным организациям и иностранным политикам.
После несостоявшегося в июле 2019 года телемоста «Надо поговорить», организованного NewsOne и Россией-1 и анонсированного незадолго до парламентских выборов, внимание на холдинг обратила новая власть страны. Уже в июле президент Украины Владимир Зеленский пригрозил на законодательном уровне таким людям, как господин Медведчук, не дать монополизировать наше украинское телевидение, в августе он анонсировал «очень громкую историю, которая очень плохо закончится» для ОПЗЖ и финансируемых ею телеканалов. СБУ предложило созвать внеочередное заседание Совета национальной безопасности и обороны Украины и ввести санкции против юридических лиц, осуществляющих вещание под логотипами телеканалов NewsOne и «112 Украина».
17 октября 2019 года Верховная Рада создала временную комиссию для проведения расследования сведений о соблюдении требований законодательства при смене собственников информационных телеканалов и обеспечения противодействия информационному влиянию РФ, решение было поддержано 278 нардепами.. Менеджеры и юрист телеканалов, а также сам Тарас Козак проигнорировали приглашения на все заседания комиссии. 17 апреля 2020 года комиссия опубликовала результаты о проделанной работе. 17 июня Верховная Рада не поддержала отчет комиссии для проведения расследования сведений по соблюдению требований законодательства при смене владельцев информационных телеканалов и обеспечения противодействия информационному воздействию РФ, предложение поддержали 191 народный депутат при минимально требовавшихся 226.
Телеканалы отмечались критикой президента Владимира Зеленского, уровень которой по оценке журналиста и бывшего нардепа Сергея Высоцкого был гораздо грязнее и жёстче по сравнению с телеканалами проукраинских взглядов.